# Kátia
Kátia Cilene Teixeira da Silva (* 18. Februar 1977 in Rio de Janeiro), meist kurz Kátia genannt, ist eine ehemalige brasilianische Fußballspielerin, die für Vereine aus sechs Ländern gespielt hat.

## Vereinskarriere
Über die Anfänge von Kátias fußballerischer Laufbahn ist wenig veröffentlicht. Bekannt ist aber, dass sie auch eine ausgezeichnete aktive Leichtathletin war, insbesondere über 100 m Hürden und im Siebenkampf. Diese zweite Sportart gab sie erst auf, als sie um den Jahreswechsel 1995/1996 von Nationaltrainer Zé Duarte die feste Zusage erhielt, mit den Fußballerinnen des Landes am olympischen Turnier in Atlanta teilnehmen zu können.
Zu dieser Zeit spielte sie Fußball beim CR Vasco da Gama, später für den FC São Paulo, mit dem sie 1997 brasilianische Meisterin wurde. 2001 wechselte die sehr torgefährliche Stürmerin zu den San Jose CyberRays in die neu geschaffene US-Profiliga WUSA; in ihrem ersten Jahr in San José wurde sie Torschützenkönigin, in das All-Star-Team berufen und vom Sport-TV-Sender ESPN mit dem Preis („Espy“) als beste weibliche Fußballerin des Jahres 2002 ausgezeichnet. In den USA musste sie sich in der folgenden Saison einer Operation aufgrund eines Unterleibstumors unterziehen. Nachdem die Liga 2003 eingestellt worden war, zog es Kátia nach Spanien (eine Spielzeit bei CFF Estudiantes Huelva und anschließend bis Ende 2006 für die UD Levante).
Im Januar 2007 holte Olympique Lyon die Brasilianerin nach Frankreich; dort hatte Kátia ihre erfolgreichste Zeit, auch wenn die Anpassung nicht reibungslos verlief. So kam sie in ihren ersten 18 Monaten nur zu 17 Punktspielen, in denen ihr gleichwohl 13 Tore gelangen und sie zwei Landesmeistertitel feiern konnte. 2008 gewann sie, an der Seite ihrer Landsfrau Simone, zudem den französischen Pokalwettbewerb, wobei sie im Endspiel erst eine gute Viertelstunde vor Schluss eingewechselt wurde. In den folgenden beiden Saisons bestritt sie dann allerdings 41 der 44 Ligaspiele und wies mit 44 Treffern eine ausgezeichnete Erfolgsquote auf. In der Spielzeit 2008/09 gewann sie die Torjägerinnenkrone der Division 1 Féminine vor ihrer Mitspielerin Sandrine Brétigny, ein Jahr später belegte sie in dieser Wertung den dritten Rang – und auch in diesen beiden Jahren wurde sie mit Olympique französische Meisterin. Dennoch verlängerte der Verein ihren Vertrag anschließend nicht, und Kátia Cilene Teixeira da Silva kam auch beim Saisonhöhepunkt, dem Champions-League-Finale 2010, in dem Lyon Turbine Potsdam im Strafstoßschießen unterlag, nicht zum Einsatz. Daraufhin verließ eine der erfolgreichsten OL-Torschützinnen aller Zeiten (85 Pflichtspieltreffer) Lyon.
2010/11 spielte sie bei Paris Saint-Germain, stellte auch bei dem Hauptstadtklub ihre Torgefährlichkeit unter Beweis (zwölf Tore) und wurde mit PSG Vizemeisterin. Anschließend zog es sie nach Russland zum FC Zorky Krasnogorsk, wo sie 2012 wiederum die Vizemeisterschaft gewann. 2013 spielte sie für Sundsvalls DFF in der zweiten schwedischen Frauenliga; nach Sundsvalls Abstieg kehrte Kátia in ihr Herkunftsland zurück. Dort schloss sie sich dem Botafogo FR an, für den die inzwischen 37-Jährige 2014 noch zu einigen Kurzeinsätzen kam.

### Vereinsstationen
- CR Vasco da Gama (um 1995)
- FC São Paulo (spätestens 1997)
- San Jose CyberRays (2001–2003)
- CFF Estudiantes Huelva (2003/04)
- UD Levante (2004–Dezember 2006)
- Olympique Lyon (Januar 2007–2010)
- Paris Saint-Germain FC (2010/11)
- FC Zorky Krasnogorsk (2011–2012)
- Sundsvalls DFF (2013)
- Botafogo FR (2014)

## In der Nationalelf
Kátia, die erstmals mit 14 Jahren in einer brasilianischen Jugendauswahl gespielt hatte, hat mit der Frauennationalelf an vier Weltmeisterschaftsendrunden teilgenommen (1995 noch ohne Einsatz, 1999, 2003 und 2007), wurde dabei 1999 Dritte, 2007 Zweite – im Endspiel gegen Deutschland wechselte der Trainer sie allerdings erst kurz vor dem Abpfiff ein – und hat insgesamt sechs Tore bei WM-Endrunden geschossen. Sie stand zudem 1996 und 2000 jeweils in der Seleção, die beim olympischen Frauenfußballwettbewerb das Spiel um die Bronzemedaille verlor; als Brasilien 2004 olympisches Silber gewann, fehlte sie aufgrund eines Bänderrisses.
Dafür gewann sie 2007 die Goldmedaille bei den Panamerikanischen Spielen und 2011 mit der Militärnationalauswahl ihres Landes den Titel eines Militärweltmeisters. Angesichts dieser auch international langen Karriere wirkt die Angabe von nur 32 A-Länderspielen, in denen sie 27 Treffer erzielt haben soll, gering, wenngleich sie auf ihrer Position in der Angriffsspitze mit Pretinha, Marta, Cristiane und anderen starke Konkurrentinnen besaß.

## Palmarès
- Torschützenkönigin und Wahl in das All-Star-Team der Women’s United Soccer Association: 2002
- Brasilianische Meisterin: 1997
- Französische Meisterin: 2007, 2008, 2009, 2010
- Französische Pokalsiegerin: 2008
- Torschützenkönigin der Division 1 Féminine: 2009
- Olympiahalbfinalistin: 1996, 2000
- Vizeweltmeisterin: 2007
- Siegerin bei den Panamerikanischen Spielen: 2007
- Militärweltmeisterin: 2011